# Stefan Schaible

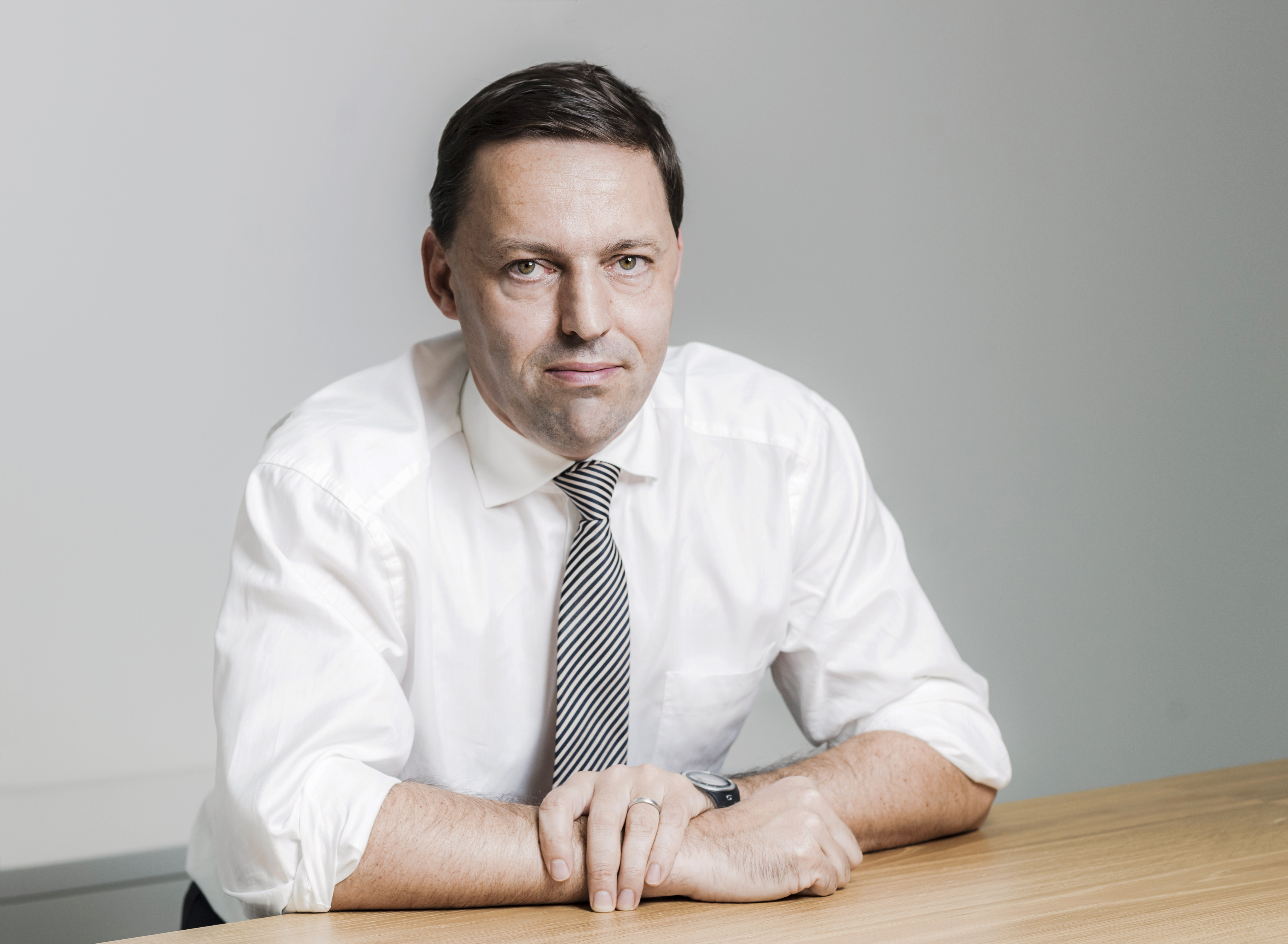
Stefan Schaible (2018)

Stefan Schaible (* 1968 in München) ist ein deutscher Unternehmensberater. Er ist Vorstandssprecher von Roland Berger und Global Managing Partner. Schaible leitete das Geschäft in Deutschland und Zentraleuropa und gilt als Experte für die Beratung des öffentlichen Sektors.

## Leben
Schaible wuchs in Nagold südwestlich von Stuttgart auf. Er absolvierte Auslandsaufenthalte in Frankreich, dem Vereinigten Königreich und den Vereinigten Staaten. Geprägt durch die Nachhaltigkeitsdebatte in den 1980er Jahren engagierte er sich bei den Jusos und war Mitglied des Landesvorstands der SPD in Baden-Württemberg. Nach dem Abitur studierte er ohne Abschluss Chemie, Philosophie und Jura an der Universität Konstanz.
Seine berufliche Laufbahn begann Schaible im Jahr 1997 bei der Unternehmensberatung Roland Berger. Nach vier Jahren wurde er zum Partner gewählt. Als Spezialist für die Beratung des öffentlichen Sektors, große Infrastrukturprojekte sowie den Energie- und Umweltbereich übernahm er die Leitung des Kompetenzzentrums für die zivile Wirtschaft. In dieser Funktion beriet er unter anderem Behörden wie das Bundesamt für Migration und Flüchtlinge oder die Bundesanstalt für Arbeit. Zudem wurde er Mitglied des globalen Führungsgremiums von Roland Berger.
2014 übernahm Schaible die Leitung der Geschäfte in Deutschland und in Zentraleuropa. Zusätzlich rückte er mit Amtsantritt von Charles-Édouard Bouée auf internationaler Ebene zum stellvertretenden Chief Executive Officer von Roland Berger auf. In dieser Position forcierte er den Umbau der Unternehmensberatung, nachdem sich die Partner endgültig für die Unabhängigkeit entschieden hatten. Unter Schaibles Führung erzielte Roland Berger zweistellige Wachstumsraten und entwickelte sich erfolgreich auf dem heimischen Markt. Schaible sprach sich mehrfach öffentlich für ein weltoffenes und freiheitliches Europa aus und beschäftigte sich intensiv mit der Digitalisierung.
2018 wurde Schaible von den Partnern als stellvertretender Chief Executive Officer wiedergewählt. Nach dem Rückzug von Charles-Édouard Bouée im Jahr 2019 wechselte er auf die Position des Global Managing Director. Er gehörte einem fünfköpfigen Führungsteam an, das die Unternehmensberatung zunächst übergangsweise leitete. 2020 wählten die Partner einen neuen dreiköpfigen Vorstand, als dessen Sprecher Schaible fungiert. Neben dieser Rolle als Global Managing Partner verantwortet Schaible das Digitalgeschäft von Roland Berger.
Schaible ist verheiratet und hat zwei Kinder.

## Werke (Auswahl)
- Stefan Schaible, Michael Schweiger, Ashok Kaul: Unternehmen Familie. Studie. Hrsg.: Roland Berger Strategy Consultants. Robert Bosch Stiftung, Stuttgart 2006, ISBN 3-922934-97-8 (bosch-stiftung.de [PDF; abgerufen am 1. Dezember 2018]).
- Stefan Schaible, Andrej Heinke: Standort Baden-Württemberg: Demographie und Zukunftsfähigkeit. Studie. Hrsg.: Roland Berger Strategy Consultants. Robert Bosch Stiftung, Stuttgart 2007, ISBN 978-3-939574-06-4.
- Clark Parsons, Philipp Leutiger, Andreas Lang, David Born: Deutschland digital. Sieben Schritte in die Zukunft. Hrsg.: Friedbert Pflüger, Stefan Schaible. Internet Economy Foundation, Roland Berger, 2016 (ie.foundation [PDF]).